# Smicropus antholia
Smicropus antholia là một loài bướm đêm trong họ Geometridae.